# Ресслин, Евхарий Младший

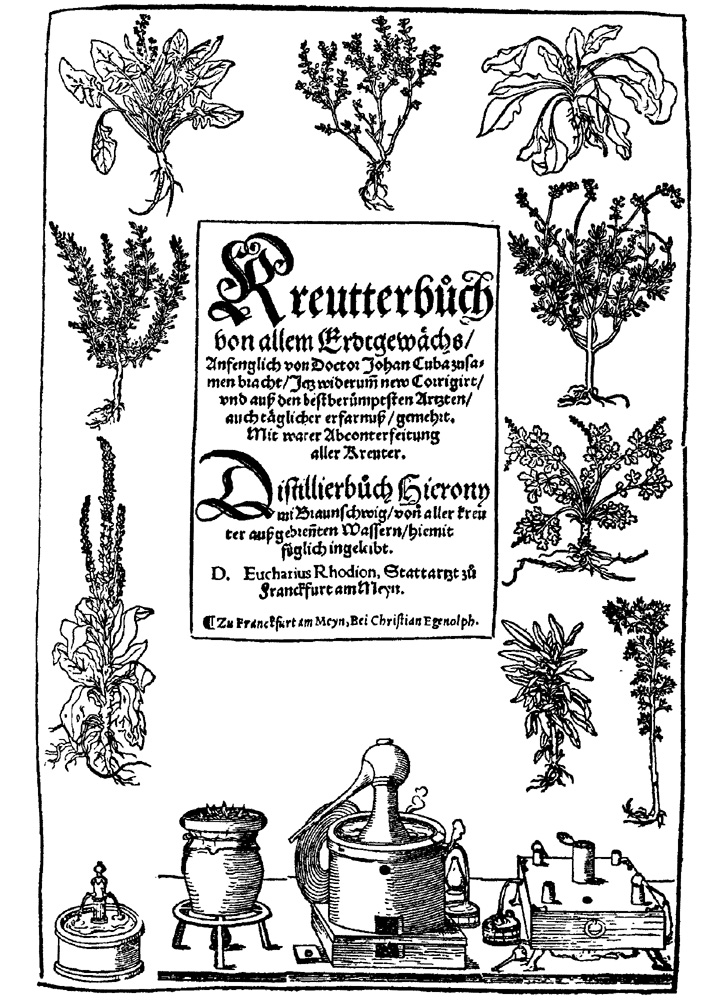
Титульный лист первого издания Kreutterbůch von All Erdtgewächs …, 1533 г.

Евхарий Ресслин (Рёсслин) Младший встречается, как Юхарий Родион (нем. Eucharius Rösslin der Jüngere;? — 1554, Франкфурт-на-Майне) — немецкий средневековый врач, медик-акушер, ботаник, переводчик.

## Биография
Сын Евхария Ресслина Старшего (ок. 1470—1526), немецкого врача, автора трактата «Цветник беременных женщин и акушерок» (Der Rosengarten), который стал стандартным медицинским учебником для акушерок.
Учился в университетах Фрайбурга (1511), Кёльна (1516) и Лейпцига (1518).
Был преемником своего отца в качестве городского врача Франкфурта-на-Майне.
Написал в 1533 году книгу о минералах и их использовании под названием «Kreutterbuch von All Erdtgewächs». Книга аналогичная «Саду Здравия» (1485) Петера Шёффера внесла большой вклад в становление научной фармацевтики, особенно в области фармакогнозии — науки о лекарственных растениях.
Им был опубликован латинский перевод книги своего отца под названием «Departu Hominis» в 1532 году. Издание стало основой для переводов на французский, голландский и английский языки и часто переиздавалось.

De partu hominis.1538